# Hesperilla ornata
Hesperilla ornata is een vlinder uit de familie van de dikkopjes (Hesperiidae). De wetenschappelijke naam van de soort is voor het eerst gepubliceerd in 1815 door William Elford Leach.